# Tineídeos
Tineídeos (Tineidae) é uma família de insectos da ordem Lepidoptera. A família contém aproximadamente 3000 espécies.

## Características
Os adultos são de pequeno a médio porte e possuem asas estreitas e franjadas. Sua probóscide é atrofiada. As lagartas vivem em tubos de casulo, onde também entram em fase de pupa. Algumas delas são pragas significativas de suprimentos e outros materiais em ambientes humanos.

## Subfamílias
- Dryadaulinae
- Erechthiinae
- Euplocaminae
- Hapsiferinae
- Harmaclonídeos
- Hieroxestinae
- Meessiinae
- Myrmecozelinae
- Nemapogoninae
- Perissomasticinae
- Scardiinae
- Setomorfinae
- Siloscinae
- Stathmopolitinae
- Teichobiinae
- Tineinae